# Heteroponerini
Heteroponerini (лат.) — триба мелких тропических муравьёв (длиной около 3—6 мм) из подсемейства Ectatomminae (Formicidae). Ранее отдельное подсемейство Heteroponerinae.

## Распространение
Неотропика, Австралия, Закавказье.

## Описание
Муравьи малого и среднего размера (ширина головы 0,42—1,61 мм, длина головы 0,53—1,75 мм); верх головы с продольным килем, идущим от переднего края наличника к заднему краю головы; имеется усиковая бороздка; глаз есть; впадина места прикрепления усиков полушаровидная; лабиальные щупики с тремя или четырьмя члениками; промезонотальный шов полный и гибкий; вентральный выступ на отверстии метаплевральной железы отсутствует; метакоксальная полость закрыта; петиолярный стернит на всем протяжении сочленен с тергитом; имеются латеротергиты петиоля.

## Систематика
4 рода и более 30 видов. По данным Болтона, установившего эту группу в 2003 году в качестве подсемейства (Bolton, 2003), являются членами Понероморфной группы муравьёв «Poneromorph group» (Amblyoponinae, Ectatomminae, Paraponerinae, Ponerinae, Proceratiinae). Ранее, рассматривались в трибе Ectatommini в составе подсемейства Ponerinae. Однако, по молекулярно-генетическим данным Heteroponerinae вместе с Ectatomminae сближают с группой Formicinae + Myrmicinae (Brady, Ward, 2005).
В 2022 году в результате филогеномного исследования Heteroponerinae признаны синонимом Ectatomminae и включены в него в качестве трибы Heteroponerini с родами Acanthoponera, Aulacopone, Boltonia и Heteroponera (Ectatommini: Ectatomma, Gnamptogenys, Holcoponera status revived, Poneracantha status revived, Rhytidoponera, Stictoponera status revived, Typhlomyrmex).

### Классификация
- Acanthoponera Mayr, 1862
- Boltonia Camacho et Feitosa, 2022 (из Heteroponera)[1]
- Aulacopone Arnol’di, 1930
- Heteroponera Mayr, 1887

### Вид в профиль

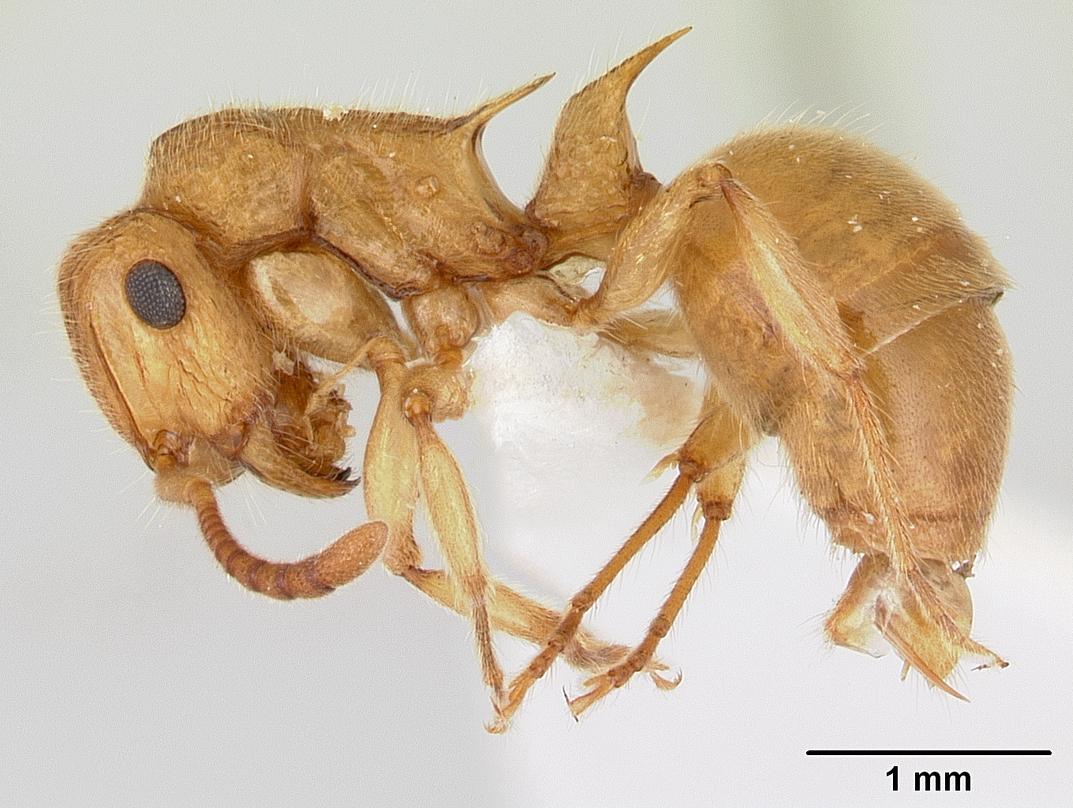
Acanthoponera minor
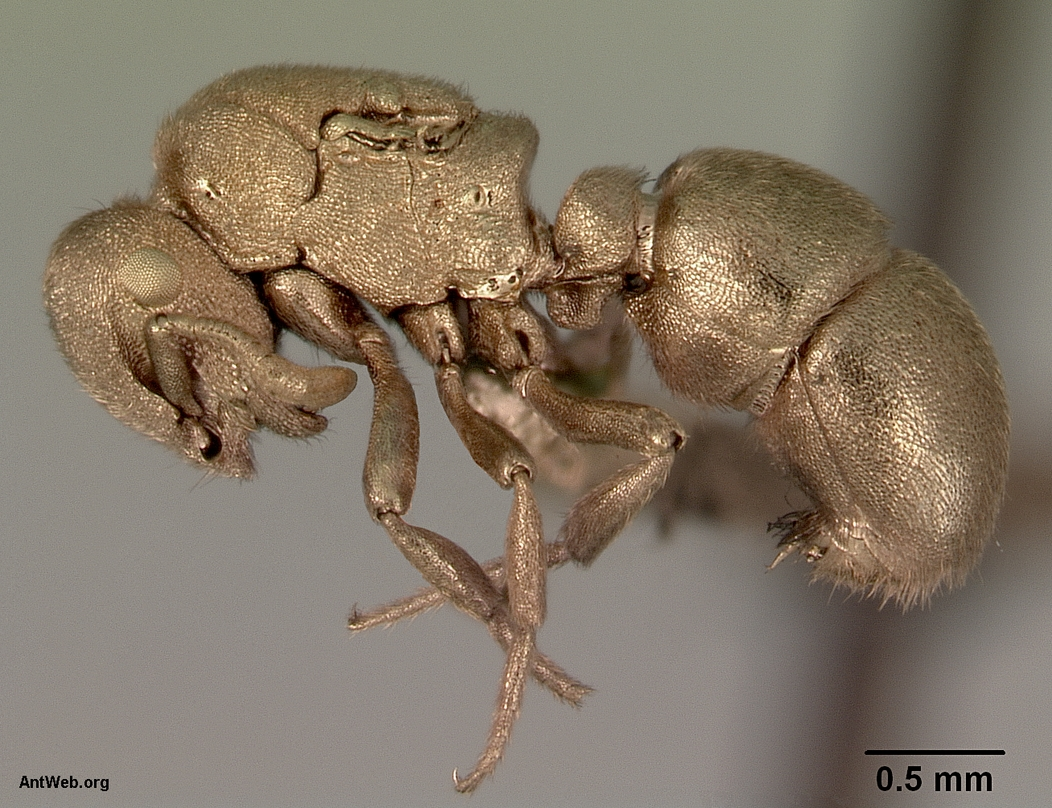
Aulacopone relicta
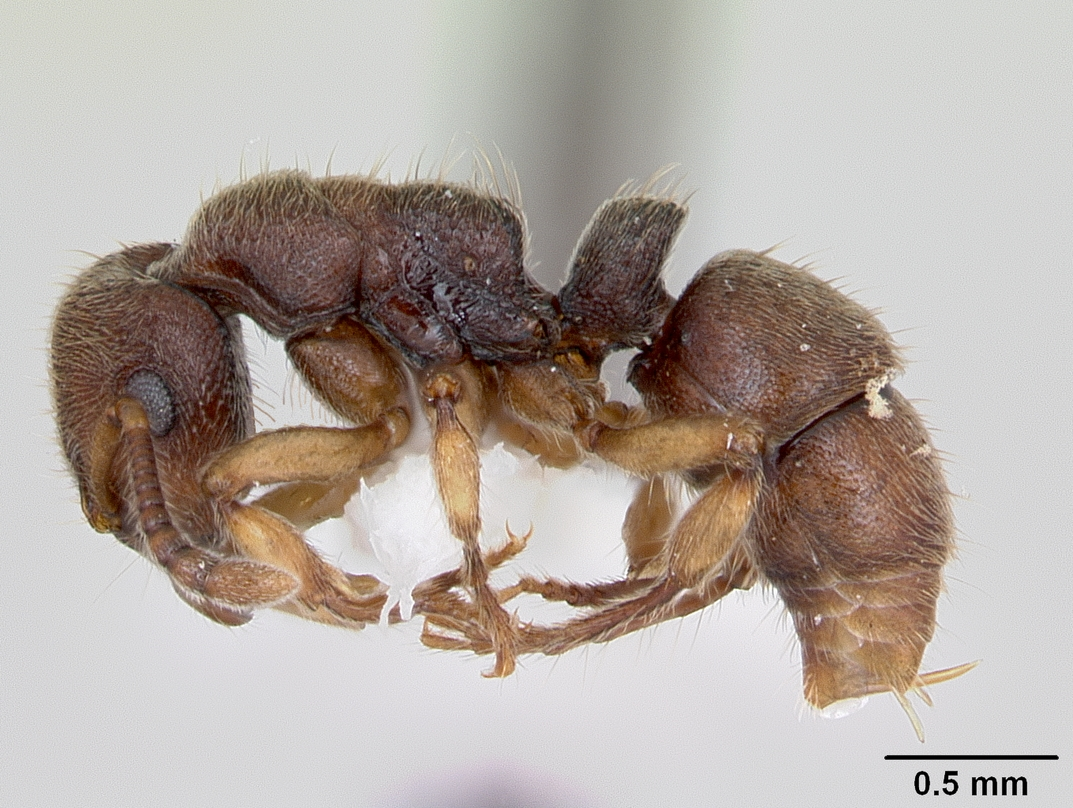
Heteroponera brounii

### Фронтальный вид головы

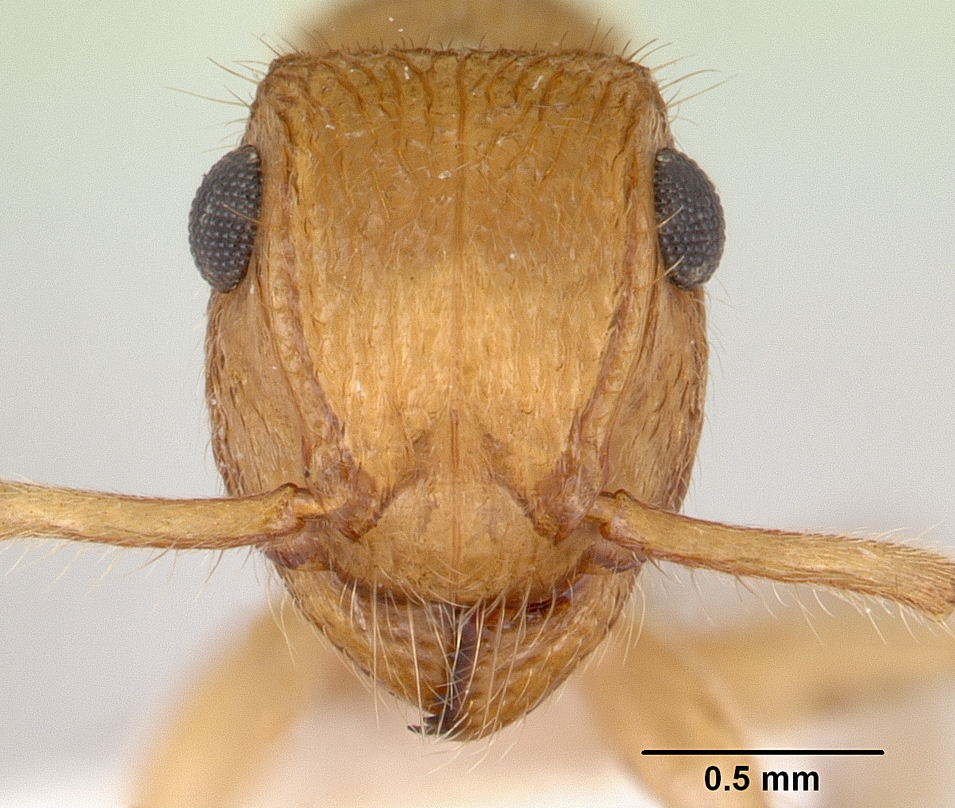
Acanthoponera minor
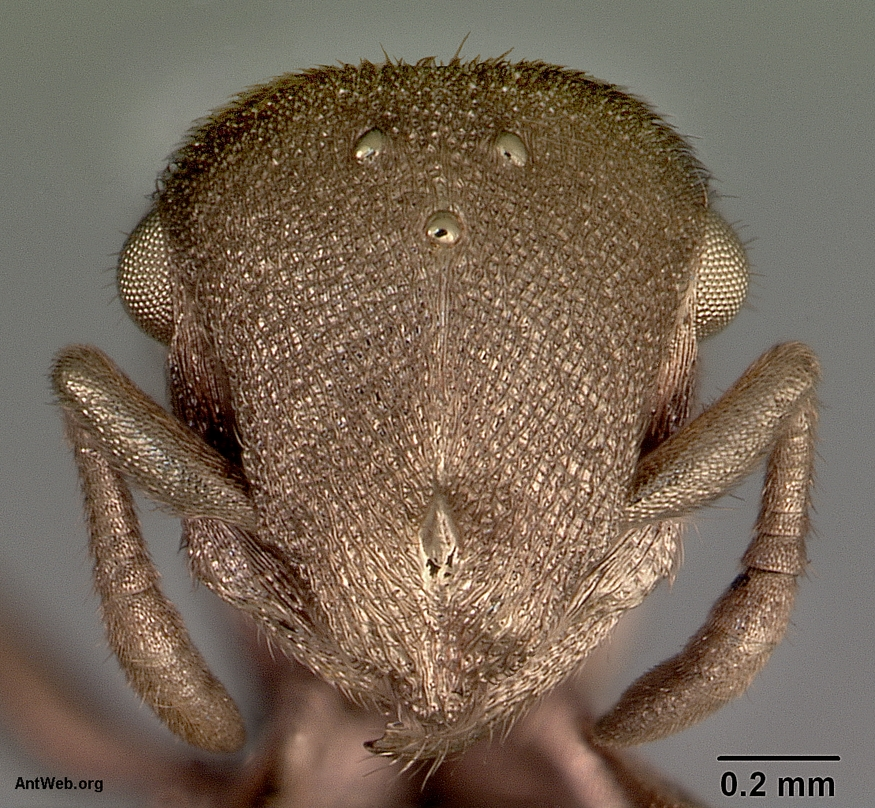
Aulacopone relicta
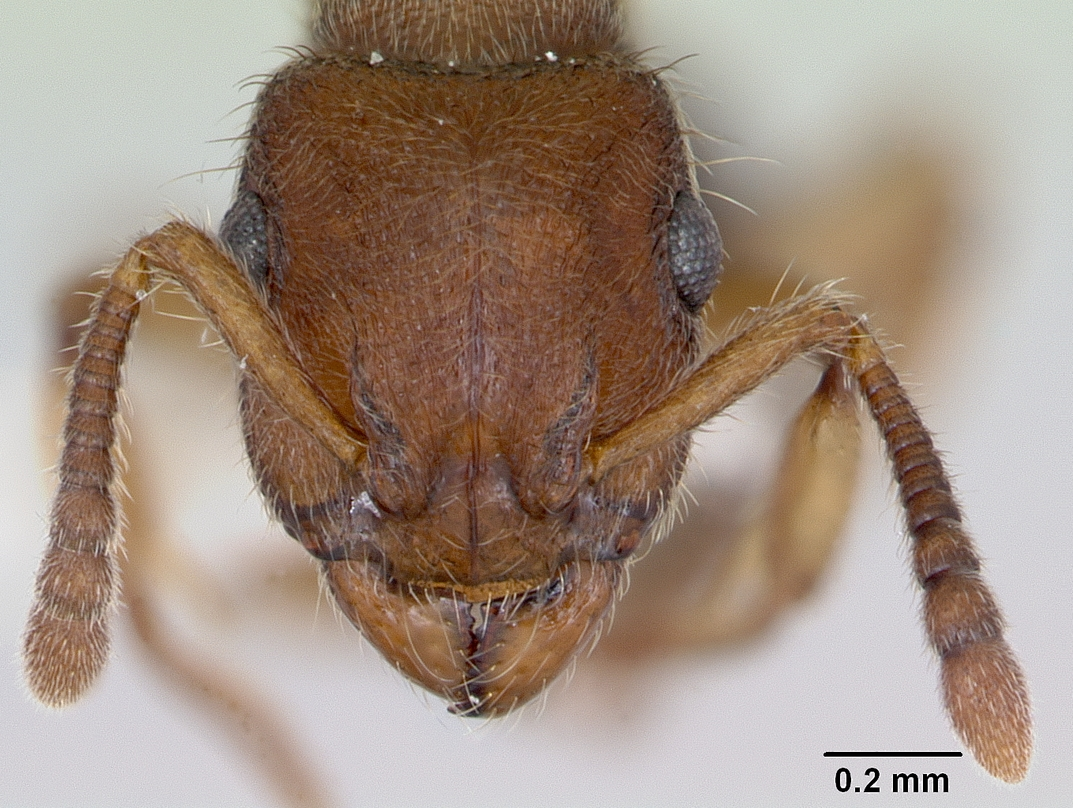
Heteroponera brounii